# Thyriochlorota porioni
Thyriochlorota porioni är en skalbaggsart som beskrevs av Soula 2006. Thyriochlorota porioni ingår i släktet Thyriochlorota och familjen Rutelidae. Inga underarter finns listade i Catalogue of Life.